# 융차오구

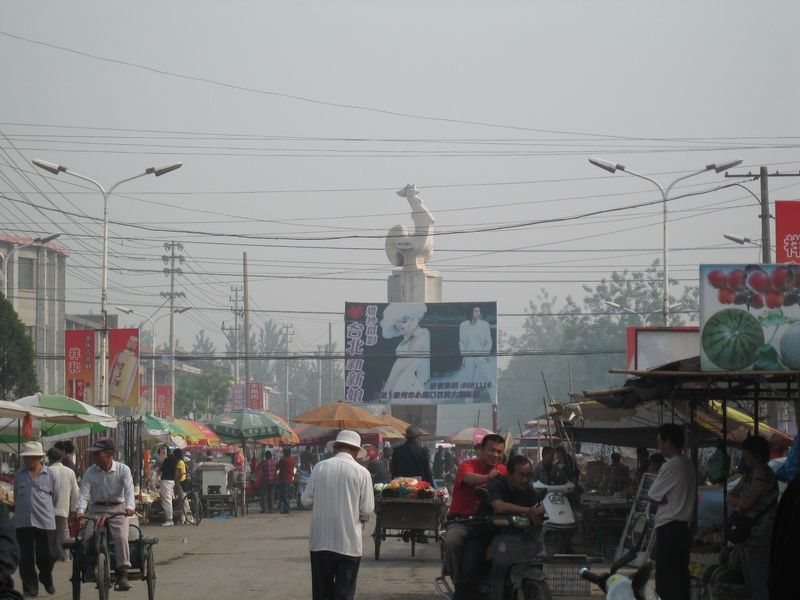

융차오구(한국어: 용교구, 중국어: 埇桥区, 병음: Yǒngqiáo Qū)는 중화인민공화국 안후이성 쑤저우 시의 현급 행정구역이다. 넓이는 2868km2이고, 인구는 2007년 기준으로 1,780,000명이다.

## 행정 구역
11개 가도, 15개 진, 9개 향을 관할한다.
- 가도: 墉桥街道, 沱河街道, 道东街道, 东关街道, 三里湾街道, 南关街道, 西关街道, 北关街道, 汴河街道, 三八街道, 城东街道, 符离集镇.
- 진: 芦岭镇, 朱仙庄镇, 褚兰镇, 曹村镇, 夹沟镇, 栏杆镇, 时村镇, 永安镇, 灰古镇, 大店镇, 西寺坡镇, 桃园镇, 蕲县镇, 大营镇.
- 향: 杨庄乡, 支河乡, 解集乡, 桃沟乡, 顺河乡, 蒿沟乡, 苗庵乡, 永镇乡, 西二铺乡.